# Golden Noble

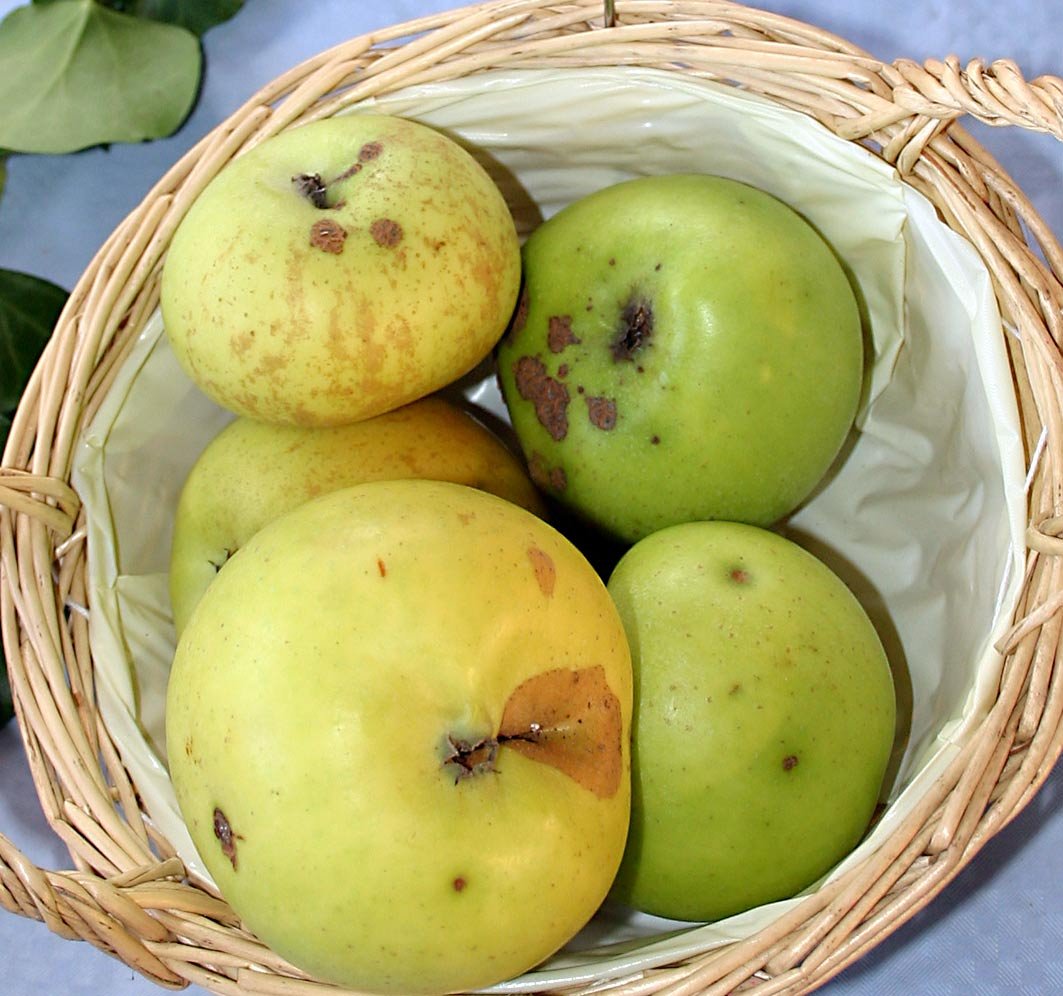
Pommes Golden Noble

Golden Noble est un cultivar de pommier domestique.
Nom botanique: Malus domestica Borkh Golden Noble.
Synonymes: Gelber Edelapfel, Glasapfel, Glasrenette, Gelber Scheibeapfel, Wachapfel, Zitronenapfel.

## Origine
Angleterre 1820, semis chanceux.

## Description
- Utilisation: pomme à cuire (compote) ou à cidre
- Peau: jaune
- Chair: blanche
- Calibre: gros
- Saveur: acide

## Pollinisation
Variété diploïde, autostérile.
Groupe de floraison: E (4 jours après Golden Delicious)
Fleurs fécondées par Roter Berlepsch, Fuji, Goldrush, James Grieve, ...

## Maladies
- Tavelure: peu susceptible
- Mildiou: peu susceptible
- Chancre: résistant

## Culture
Peu de succès en dehors de l'Angleterre car le fruit s'effondre à la cuisson.
- Zones de rusticité: 3 à 9
- Floraison: attrayante.
- Maturité: début octobre.
- Conservation:' deux mois